# Ramón Rodríguez (homme politique)
Pour les articles homonymes, voir Ramón Rodríguez (homonymie).
Ramón Rodríguez (né San Vicente, Salvador), est un homme politique salvadorien. Il est président de la République du Salvador pendant seulement quelques jours en février 1850. 

## Biographie
Ramón Rodríguez devient président le 26 janvier 1850, en déposant le président Doroteo Vasconcelos, accusé de vouloir limiter le pouvoir des députés et sénateurs. 
À cette même date, les chambres législatives élisent le président Doroteo Vasconcelos pour la période 1850 - 1851, avec Felix Quiroz comme vice-président ; Les députés généraux Nicolás Angulo, Francisco Dueñas, Cayetano Bosque, Manuel Rafael Reyes, Francisco Arbizú, Tomás Medina, Fermín Palacios, José María San Martín, Manuel Andrade et Miguel Calleja s'opposent à la réélection. Cette opposition s'appuie sur le fait que plusieurs députés étaient des employés du gouvernement : la loi ne leur permettait plus d'être nommés à de tels postes. 
L'Assemblée de proclamation du président a été tenue en violation des dispositions strictes de la loi, sans attendre de nombreux députés qui n'étaient pas encore arrivés. Les députés ayant protesté n'ayant pas été autorisés à quitter les lieux, ils n'ont pas pu tenir de manifestation publique. 
Le 30 janvier 1850, les chambres législatives désigne comme sénateur élu pour exercer la présidence, dans les cas prévus par la loi et dans un ordre précis de nomination les sénateurs Ramón Rodríguez, Miguel Santín del Castillo et Francisco Castro Mesones. 
Le 4 février, le pouvoir retourne dans les mains de Vasconselos. 